# 提契诺-韦尔巴诺山

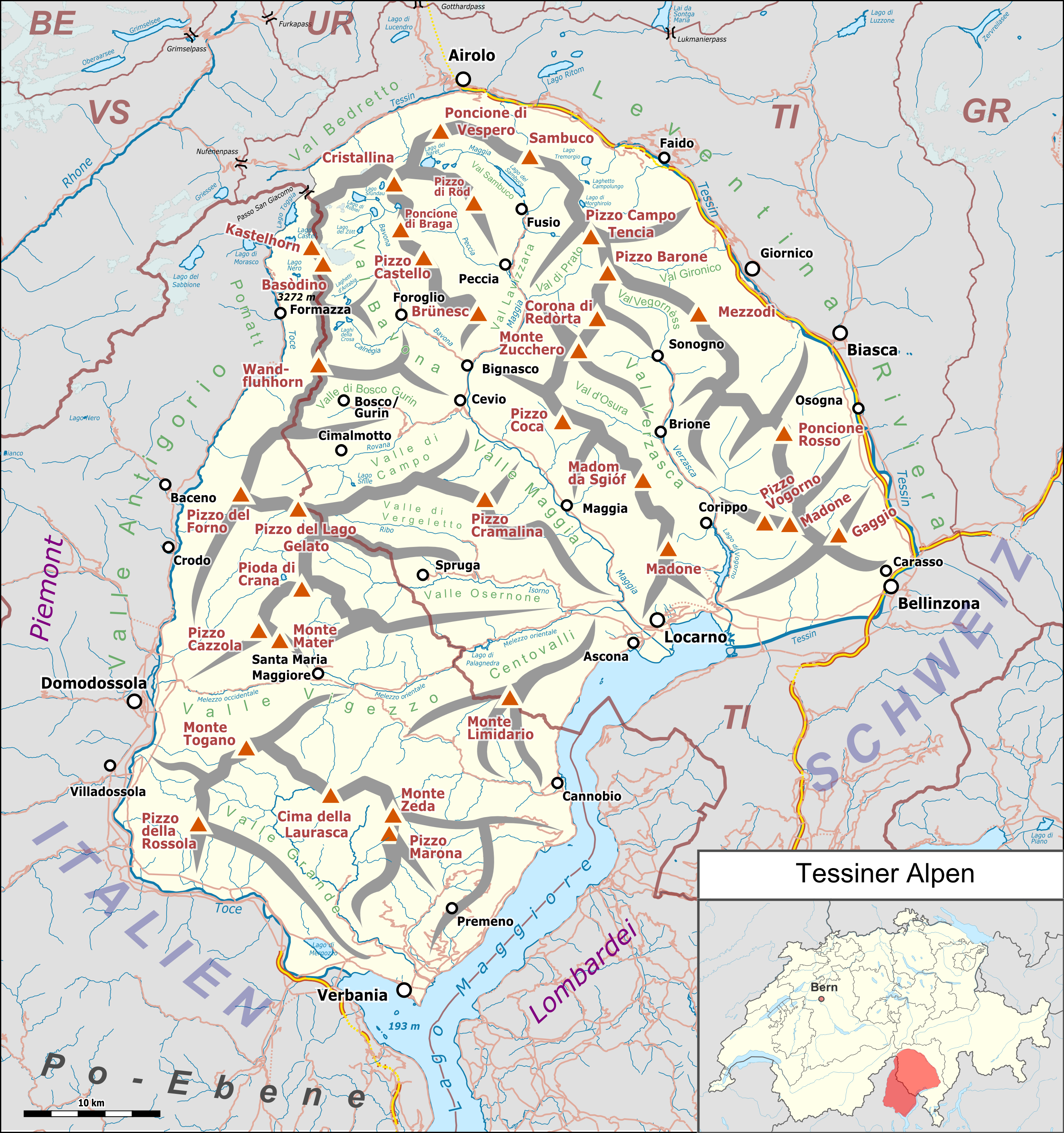

46°12′46″N 8°39′14″E / 46.212814°N 8.653965°E
提契诺-韦尔巴诺山（義大利語：Alpi Ticinesi e del Verbano）是中歐的山脈，位於意大利和瑞士接壤的邊境，屬於西阿爾卑斯山脈的一部分，面積2,500平方公里，最高點巴索迪諾山海拔高度3,272米。